# Guédiawaye (département)
Pour les articles homonymes, voir Guédiawaye (homonymie).
Guédiawaye est l'un des 46 départements du Sénégal et l'un des 5 départements de la région de Dakar. Il est situé au centre-nord de la presqu'île du Cap-Vert.

## Géographie
Le département est bordé au nord par l'Océan Atlantique et est limitrophe de deux départements.
|                      | Océan Atlantique      | Keur Massar           |
| Département de Dakar | Guédiawaye            | Département de Pikine |
|                      | Département de Pikine |                       |

## Histoire
Guédiawaye est une ville bordée par la mer située au nord Est de Dakar. Cette banlieue dakaroise a été créée en 1966 à la suite du déplacement des habitants de Chamos de Courses (actuel BCEAO agence) qui logeaient à Dakar plateau. Pendant cette période, le président Senghor voulant agrandir Dakar, a fait disparaître certains bidonvilles qui étaient dans cette zone. C'est pourquoi la plupart des quartiers de Guédiawaye portent le nom des anciennes villes de Dakar plateau à l'image de Angle mousse, Kip koko et Nimzatt.

## Organisation territoriale
Le département de Guédiawaye est créé le 21 février 2002 par démembrement du département de Pikine. Désormais autonome, le département, l'arrondissement et la ville se confondent sur une même zone géographique.

## Arrondissements
Depuis 2021, le département est constitué de deux arrondissements par scinder  l'Arrondissement de Guédiawaye:
- Arrondissement de Sam Notaire
- Arrondissement de Wakhinane Nimzatt

### Communes d'arrondissement
On y compte cinq communes d'arrondissement : 
| Commune d'Arrondissement | Population (2015) | Superficie km2 |
| ------------------------ | ----------------- | -------------- |
| Golf Sud                 | 98 041            | 4,1            |
| Médina Gounass           | 35 844            | 1,1            |
| Ndiarème Limamoulaye     | 37 340            | 1,5            |
| Sam Notaire              | 83 512            | 2,632          |
| Wakhinane Nimzatt        | 95 255            | 3,6            |
| Total                    | 349 991           | 13             |

## Population
Lors du recensement de décembre 2002, la population était de 258 370 habitants. En 2005, elle était estimée à 286 989 personnes, et en 2023 à 373 638 personnes.

## Économie
La culture maraîchère et la floriculture sont établies sur l'espace inter-dunaire constitué de lacs asséchés et de bas fonds très fertiles appelés Niayes.